# Nhà xuất bản Đại học Chicago
Nhà xuất bản Đại học Chicago là một trong những nhà xuất bản đại học lớn nhất và lâu đời nhất ở Hoa Kỳ. Nhà xuất bản nằm dưới sự quản lý của Đại học Chicago và xuất bản rất nhiều thể loại ấn phẩm, bao gồm The Chicago Manual of Style, các tạp chí hàn lâm, cũng như các sách và giáo trình hàn lâm.
Dự án BiblioVault lưu trữ các tài liệu số được nhà xuất bản này tài trợ.
Tòa nhà Nhà xuất bản nằm ở phía nam Midway Plaisance trong khuôn viên Đại học Chicago.